# Diócesis de Tandag
La diócesis de Tandag (en latín: Dioecesis Tandagensis, en inglés: Roman Catholic Diocese of Tandag y en cebuano: Diyosesis sa Tandag) es una circunscripción eclesiástica de la Iglesia católica en Filipinas. Se trata de una diócesis latina, sufragánea de la arquidiócesis de Cagayán de Oro. Desde el 26 de febrero de 2018 su obispo es Raúl Bautista Dáel.

## Territorio y organización
La diócesis tiene 4933 km² y extiende su jurisdicción sobre los fieles católicos de rito latino residentes en la provincia de Surigao del Sur en la región de Caraga.
La sede de la diócesis se encuentra en la ciudad de Tandag, en donde se halla la Catedral de San Nicolás de Tolentino.
En 2020 en la diócesis existían 31 parroquias.

## Historia
La diócesis fue erigida el 9 de diciembre de 1978 con la bula Quo plenius del papa Juan Pablo II, obteniendo el territorio de la diócesis de Surigao.

## Estadísticas
Según el Anuario Pontificio 2021 la diócesis tenía a fines de 2020 un total de 579 044 fieles bautizados.
| Año                                                                             | Población            | Población | Población      | Sacerdotes | Sacerdotes    | Sacerdotes    | Bautizados por sacerdote | Diáconos permanentes | Religiosos | Religiosos | Parroquias |
| Año                                                                             | Bautizados católicos | Total     | % de católicos | Total      | Clero secular | Clero regular | Bautizados por sacerdote | Diáconos permanentes | Varones    | Mujeres    | Parroquias |
| ------------------------------------------------------------------------------- | -------------------- | --------- | -------------- | ---------- | ------------- | ------------- | ------------------------ | -------------------- | ---------- | ---------- | ---------- |
| 1980                                                                            | 246 000              | 336 000   | 73.2           | 21         | 17            | 4             | 11 714                   |                      | 4          | 13         | 21         |
| 1990                                                                            | 387 000              | 437 000   | 88.6           | 20         | 14            | 6             | 19 350                   |                      | 6          | 23         | 21         |
| 1999                                                                            | 378 301              | 451 287   | 83.8           | 31         | 28            | 3             | 12 203                   |                      | 3          | 25         | 21         |
| 2000                                                                            | 380 301              | 460 270   | 82.6           | 34         | 31            | 3             | 11 185                   |                      | 3          | 25         | 21         |
| 2001                                                                            | 398 210              | 480 330   | 82.9           | 37         | 35            | 2             | 10 762                   |                      | 2          | 25         | 21         |
| 2002                                                                            | 414 331              | 480 331   | 86.3           | 37         | 35            | 2             | 11 198                   |                      | 2          | 25         | 21         |
| 2003                                                                            | 394 280              | 480 431   | 82.1           | 37         | 35            | 2             | 10 656                   |                      | 2          | 25         | 23         |
| 2004                                                                            | 394 410              | 480 865   | 82.0           | 40         | 37            | 3             | 9860                     |                      | 3          | 33         | 22         |
| 2010                                                                            | 484 004              | 605 005   | 80.0           | 41         | 40            | 1             | 11 804                   |                      | 1          | 36         | 24         |
| 2014                                                                            | 523 900              | 654 875   | 80.0           | 52         | 51            | 1             | 10 075                   |                      | 1          | 38         | 24         |
| 2017                                                                            | 555 980              | 694 958   | 80.0           | 48         | 48            |               | 11 582                   |                      |            | 41         | 30         |
| 2020                                                                            | 579 044              | 731 880   | 79.1           | 50         | 47            | 3             | 11 580                   |                      | 3          | 39         | 31         |
| Fuente: Catholic-Hierarchy, que a su vez toma los datos del Anuario Pontificio. |                      |           |                |            |               |               |                          |                      |            |            |            |

## Episcopologio
- Ireneo Ali Amantillo, C.SS.R. † (6 de septiembre de 1978-18 de octubre de 2001 renunció)
- Nereo Page Odchimar (18 de octubre de 2001-26 de febrero de 2018 retirado)
- Raúl Bautista Dáel, desde el 26 de febrero de 2018